# Departamento de Correcciones de Nuevo México

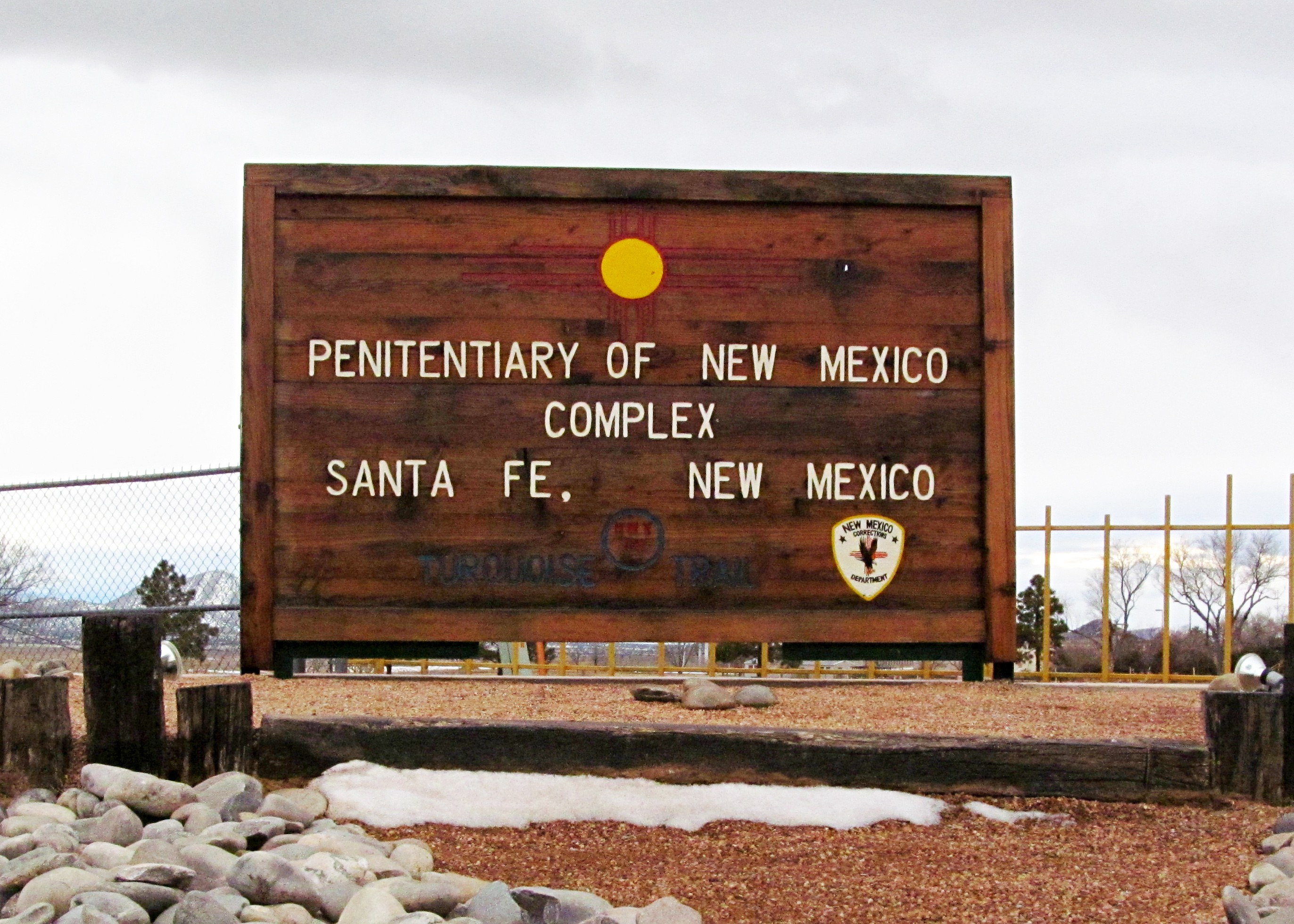
La entrada de la Penitenciaría de Nuevo México

El Departamento de Correcciones de Nuevo México (New Mexico Corrections Department; NMCD) es una agencia de Nuevo México. Tiene su sede en un área no incorporada del Condado de Santa Fe. La agencia gestiona prisiones estatales.

## Prisiones
Prisiones estatales:
- Central New Mexico Correctional Facility
- Penitenciaría de Nuevo México
- Roswell Correctional Center
- Southern New Mexico Correctional Facility
- Springer Women's Facility (anteriormente: Springer Correctional Center) (la única prisión para mujeres)
- Western New Mexico Correctional Facility

Prisiones privadas:
- Northwest New Mexico Correctional Facility (anteriormente: New Mexico Women's Correctional Facility)
- Guadalupe County Correctional Facility
- Lea County Correctional Facility
- Northeast New Mexico Detention Facility
- Otero County Prison Facility